# India nordorientale
L'India nordorientale è la parte situata più ad oriente dell'India. È collegata al resto del paese tramite uno stretto corridoio compreso fra gli stati del Bhutan e del Bangladesh chiamato corridoio di Siliguri.
Comprende gli stati indiani di Arunachal Pradesh, Assam, Manipur, Meghalaya, Mizoram, Nagaland e Tripura (chiamati Seven Sister States), lo stato himalayano del Sikkim, e la divisione di Jalpaiguri. Il territorio si estende su 262 230 km² e comprende una popolazione di 45 772 188 al censimento indiano del 2011.
Fatta eccezione per la regione di Goalpara nell'Assam, il resto del territorio è entrato a far parte dell'India solo a partire dal XIX secolo. La regione della valle di Brahmaputra è divenuta parte dell'Impero anglo-indiano nel 1824. Il Sikkim è stato annesso all'India nel 1975 in seguito ad un referendum ed è stato riconosciuto come parte dell'India nordorientale negli anni Novanta.
L'area è generalmente considerata una delle regioni dell'India più difficili da governare a causa dei numerosi movimenti separatisti tra la popolazione locale che parla in prevalenza lingue tibeto-birmane.